# Jan Dębski (polityk)

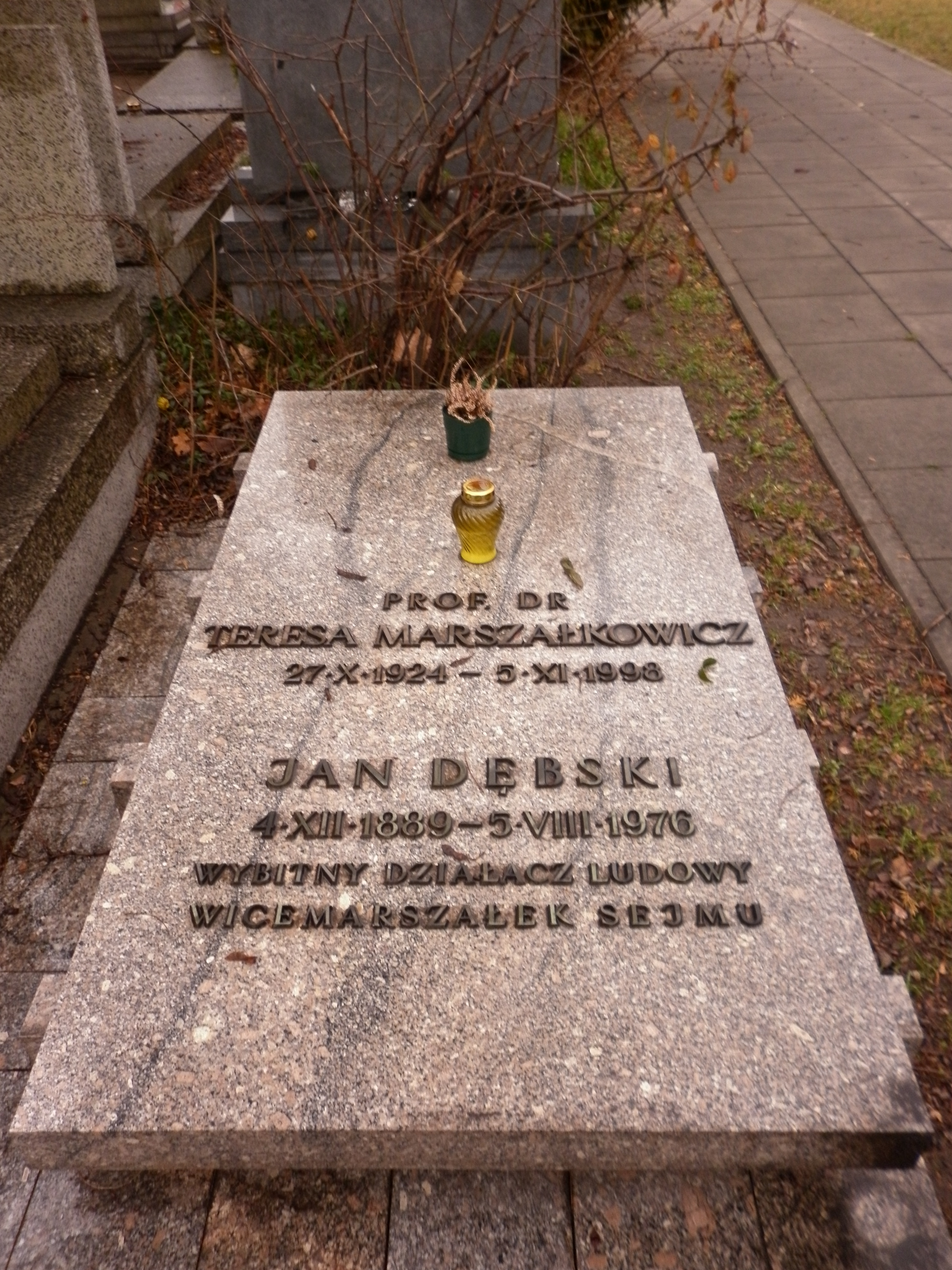
Grób Jana Dębskiego na Cmentarzu Wojskowym na Powązkach

Jan Michał Dębski (ur. 4 grudnia 1889 w kolonii Mirzec w powiecie iłżeckim, zm. 5 sierpnia 1976 w Warszawie) – polski polityk ruchu ludowego, chemik, pedagog, publicysta.

## Życiorys
Syn urzędnika gminnego i kierownika zakładu metalurgicznego w Ostrowcu Świętokrzyskim Michała Dębskiego oraz Felicji z Kwiatkowskich.
W 1897 r. rozpoczął naukę w prywatnej szkole Karola Ludwika Lorentza w Radomiu, a po jej likwidacji uczył się w latach 1901-1908 w Radomskiej Miejskiej Szkole Handlowej. Uczestnik strajków w okresie rewolucji 1905 r., działacz ZMP „Zet”. 
W 1908 r. Dębski zdał maturę i rozpoczął naukę akademicką. Studiował na Wydziale Matematyczno-Przyrodniczym i następnie na Wydziale Technicznym Uniwersytetu w Liège. Prezes Zjednoczenia Młodzieży Polskiej w Leodium oraz prezes Bratniej Pomocy Studentów Polskich w Belgii. W latach 1913-1914 prezes Zjednoczenia Młodzieży Polskiej.
W trakcie I wojny światowej był nauczycielem oraz czołowym organizatorem szkolnictwa w Radomiu i Chełmie. Należał do Polskiego Organizacji Wojskowej, a od 1918 roku do Związku Patriotycznego.
Początkowo związany z PSL „Wyzwolenie”, następnie od 1920 roku z PSL „Piast”. Jeden z najbliższych współpracowników Macieja Rataja. Wiceprezes Zarządu Głównego PSL "Piast" w latach 1921–1931, trzykrotny prezes Klubu Parlamentarnego PSL "Piast" (1920-1921, 1923, 1926). Członek Rady Naczelnej SL w latach 1931–1933.
Od 1919 do 1930 poseł na Sejm (Ustawodawczy oraz I i II kadencji), w latach 1925–1928 jego wicemarszałek. Przewodniczący sejmowej Komisji Administracyjnej (1919-1922) oraz Komisji Spraw Zagranicznych (1923-1927). W czasie wojny 1920 roku ochotnik w 1 pułku szwoleżerów.
Od 1938 do 1939 senator V kadencji z nominacji prezydenta RP. Wiceprezes Ligi Morskiej i Kolonialnej (1932-1935), następnie dyrektor biura Ligi Morskiej i Kolonialnej (1935-1938). Wydawca i redaktor kwartalnika „Sprawy Morskie i Kolonialne”. 
W czasie II wojny światowej w ukryciu przed niemieckim okupantem. Żołnierz Armii Krajowej, zaangażowany w produkcję granatów. 
Po wojnie działacz Polskiego Stronnictwa Ludowego Stanisława Mikołajczyka, członek Rady Naczelnej (1945-1947). Kurator okręgu dolnośląskiego, organizator szkolnictwa na Ziemiach Zachodnich w latach 1945-1947. Po ucieczce Mikołajczyka z kraju i przejęciu kontroli nad PSL przez komunistów członek Naczelnego Komitetu Wykonawczego i Rady Naczelnej „odrodzonego” PSL (1947-1949).  
W kolejnych latach członek Zjednoczonego Stronnictwa Ludowego, jeden z twórców i organizatorów Ludowej Spółdzielni Wydawniczej. Autorem dwóch popularnonaukowych książek – Chemia na usługach człowieka (Warszawa 1953) oraz Ignacy Łukasiewicz. Narodziny przemysłu naftowego (Warszawa 1955).   
W 2022 r. ukazały się nakładem Muzeum Historii Polski wspomnienia Dębskiego, opracowane przez Mateusza Ratyńskiego.  

## Odznaczenia
- Krzyż Srebrny Orderu Virtuti Militari[3]
- Krzyż Oficerski Orderu Odrodzenia Polski (1958)[3]
- Krzyż Walecznych (1920)[3]
- Złoty Krzyż Zasługi (przed 1939)[3]
- Medal Niepodległości (1937)[3]
- Kawaler Orderu Legii Honorowej (1928, Francja)[3]
- i inne[3]